# Rund um Berlin 1974
Rund um Berlin 1974 war die 68. Austragung des ältesten deutschen Eintagesrennens Rund um Berlin. Es fand am 3. August über 193 Kilometer statt. Es war das erste Rennen der Rennserie Woche des internationalen Radsports der DDR. Sieger wurde Wolfgang Lötzsch.

## Rennverlauf
Start und Ziel war die Radrennbahn Berlin-Weißensee. Am Start waren 123 Radrennfahrer aus der Tschechoslowakei, der Sowjetunion, Bulgarien, Polen, den Niederlanden sowie Fahrer der Sportclubs und Betriebssportgemeinschaften (BSG) der DDR. Die Sowjetunion brachte ihren Kader für das Mannschaftszeitfahren bei den Straßenradsport-Weltmeisterschaften 1974 (u. a. mit Komnatow, Tschaplygin und Scharafulin) an den Start. Die zehn besten BSG-Fahrer erhielten Ehrenpreise. 29 Prämienspurts waren ausgeschrieben, für die besten Sprinter gab es eine Sonderwertung.
Nach einem kampfbetonten Rennen fanden sich mehrere Gruppen nach 154 Kilometern zusammen. 10 Fahrer konnten sich 10 Kilometer vor dem Ziel absetzen und fuhren auf die Radrennbahn ein, wo Wolfgang Lötzsch den Zielsprint sicher gewann. 66 Fahrer erreichten das Ziel.

## Ergebnis
|     | Fahrer              | Verein/Land                   | Zeit (h)  |
| --- | ------------------- | ----------------------------- | --------- |
| 01. | Wolfgang Lötzsch    | BSG Wismut Karl-Marx-Stadt    | 4:57:24 h |
| 02. | Karl-Dietrich Diers | ASK Vorwärts Frankfurt (Oder) | gl. Zeit  |
| 03. | Siegfried Kramer    | SC Turbine Erfurt             | gl. Zeit  |
| 04. | Henk Smits          | Niederlande                   | gl. Zeit  |
| 05. | Gerhard Lauke       | SC Dynamo Berlin              | gl. Zeit  |
| 06. | Gottfried Preising  | SC Turbine Erfurt             | gl. Zeit  |
| 0 … |                     |                               |           |